# SS Sussex
El SS Sussex fue un transbordador de pasajeros del Canal de la Mancha, construido en 1896 por la London, Brighton and South Coast Railway (LBSCR). Tras establecer la LBSCR un acuerdo de cooperación con la Compagnie des Chemins de Fer de l'État Français, lo transfirió a su flota, bajo bandera francesa. El Sussex fue el foco de un incidente internacional al resultar gravemente dañado por un torpedo de un U-Boot alemán el 24 de marzo de 1916. Después de la guerra fue reparado y vendido a Grecia en 1919, donde fue rebautizado como Aghia Sophia. Después de un incendio, que sufrió en 1921, el barco fue desguazado.

## Descripción
Fue construido en 1896 por William Denny and Brothers de Dumbarton (Escocia, Reino Unido) para la LBSCR, para sustituir al TSS Seaford, construido en 1893 y hundido en 1895 tras una colisión con otro transbordador de la misma compañía, el TSS Lyon.
El TSS Sussex tenía una eslora de 83,82 m y una manga de 10,39 m, con un arqueo de 1565 y un tonelaje de 328 tm. Contaba con dos motores de vapor de expansión triple, de cuatro cilindros, con 308 nhp, complementado por una turbina de vapor. Esta potencia permitía propulsar la nave a 20,5 nudos (38.0 km/h). La nave fue botada el 30 de abril de 1896.

## Historia
El Sussex estuvo en servicio en la ruta Newhaven - Dieppe, haciendo su viaje inicial el 31 de julio de 1896.
En marzo de 1912 asistió al barco Oceana de la compañía P&O (Peninsular and Oriental Steam Navigation Company), el cual había colisionado con el Pisagua, un barco alemán de 2850 toneladas, hundiéndose, incidente en el que perecieron 9 personas.
Fue reemplazado por el París en la ruta Newhaven - Dieppe en 1913, y trasladado a Brighton para ofrecer excursiones de un día, en competencia con la flota de vapores de rueda de la White Funnel con base en Brístol. Esta actividad demostró no ser rentable, y se suspendió al final de la temporada. Fue entonces vendido, en 1914, a la Compagnie des Chemins de Fer de la État Français, quedando, no obstante, bajo la administración del LBSCR.

### Primera Guerra Mundial
Durante la Primera Guerra Mundial, las rutas de los barcos que partían de Newhaven fueron cambiadas, partiendo de Folkestone, quedando el puerto de Newhaven destinado en exclusiva al suministro de las tropas británicas al Frente Occidental de la guerra.

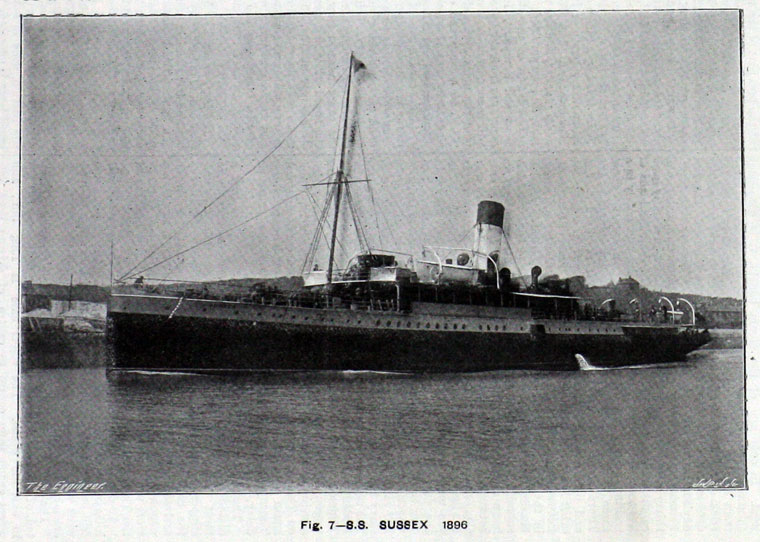
SS Sussex en el Canal de la Mancha.

El 24 de marzo de 1916, el Sussex hacía un viaje de Folkestone a Dieppe cuando fue torpedeado por el submarino alemán SM UB-29. El barco quedó seriamente dañado, con la pérdida de parte de la proa. Se lanzaron los botes salvavidas, pero como mínimo dos de ellos volcaron y algunos pasajeros se ahogaron. De los 53 tripulantes y 325 pasajeros, murieron como mínimo 50 personas, aunque también se ha sugerido una cifra que oscila entre 80 y 100 fallecidos. El Sussex se mantuvo a flote y fue remolcado por la popa hasta el puerto francés de Boulogne.
Entre los muertos se encontraban el célebre compositor leridano Enrique Granados, su esposa Amparo, el príncipe persa, Bahram Mirza Sardar Mas'oud, y el jugador de tenis británico Manliff Goodbody. Varios estadounidenses más resultaron heridos. A pesar de que no murió ningún ciudadano de los Estados Unidos de América, el incidente alentó la opinión pública de los Estados Unidos y causó un incidente diplomático entre los gobiernos estadounidense y alemán. En mayo de 1916, Alemania emitió una declaración, denominada la Promesa del Sussex, que representó la suspensión de la campaña de guerra submarina intensificada a cargo de los U-Boot.
Entre el 1 y el 3 de enero de 1917, los barcos HMS Duchess of Montrose, HMS Myrmidon, HMS Nepaulin, HMS Redcar y HMS Security asistieron al salvamento del Sussex después de que este chocara contra una mina marina cerca de West Dyck, en su travesía a Dunkerque. El Sussex quedó en Francia, y fue utilizado por la Marina Nacional Francesa de Le Havre.

### Después de la guerra
El Sussex fue reparado en Francia después de la Primera Guerra Mundial, y vendido en 1920 a D Demetriades, de El Pireo, donde fue rebautizado como Aghia Sophia. Fue desguazado en 1921 tras sufrir un incendio.